# Malmesbury
Malmesbury ist eine Stadt in Wiltshire, England und liegt am Fluss Avon. Die Einwohnerzahl beträgt 5380 (Stand: 2011).
Malmesbury ist das älteste Borough Englands und für seine aus dem 12. Jahrhundert stammende Abtei bekannt. Das Kloster selbst ist aber älter, denn König Æthelstan gilt als ihr Patron. Ein großer Teil der Abtei ist noch erhalten, obwohl Feuer und Heinrich VIII. einige Teile zerstört haben. Zu den bekanntesten Persönlichkeiten der Abtei aus dem Mittelalter zählen der Historiker Wilhelm von Malmesbury und der Benediktinermönch Eilmer von Malmesbury, dem ein erster Gleitflug im 11. Jahrhundert zugeschrieben wird.

## Wirtschaft
Obwohl Malmesbury einst ein Zentrum der Herstellung von Spitze war, hatte die industrielle Revolution wenig Auswirkungen. 1877 erfolgte der Anschluss an das britische Eisenbahnnetz; der Bahnhof wurde 1960 geschlossen.
Malmesbury war bis 2019 der Hauptsitz des Technologieunternehmens Dyson, das insbesondere für Staubsauger bekannt ist.

## Städtepartnerschaften
- Niebüll in Schleswig-Holstein, Deutschland
- Bad Hersfeld in Hessen, Deutschland[3]
- Gien in Frankreich

## Persönlichkeiten
- Thomas Hobbes (1588–1679), frühmoderner Staatstheoretiker, Mathematiker und Philosoph der frühen Neuzeit, ist in Westport, einem Ortsteil von Malmesbury geboren.
- Alice Seeley Harris (1870–1970), britische Missionarin und Fotografin, geboren in Malmesbury
- William Joseph Elford (1900–1952), Mikrobiologe
- James Scott Douglas (1930–1969), Autorennfahrer
- Kris Marshall (* 1973), Schauspieler
- Martha Thomas (* 1996), Fußballspielerin